# Cratere di Vix

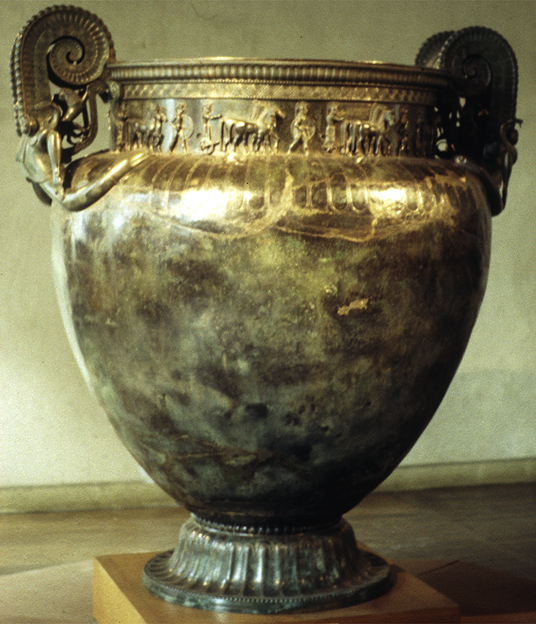
Il cratere di Vix

Il cratere di Vix è un cratere in bronzo, scoperto nel 1953 nell'omonima tomba di una principessa celtica a Vix (Borgogna), datato al 540-530 a.C. e prodotto in Magna Grecia. È conservato nel Musée du Pays Châtillonnais a Châtillon-sur-Seine.

## Descrizione

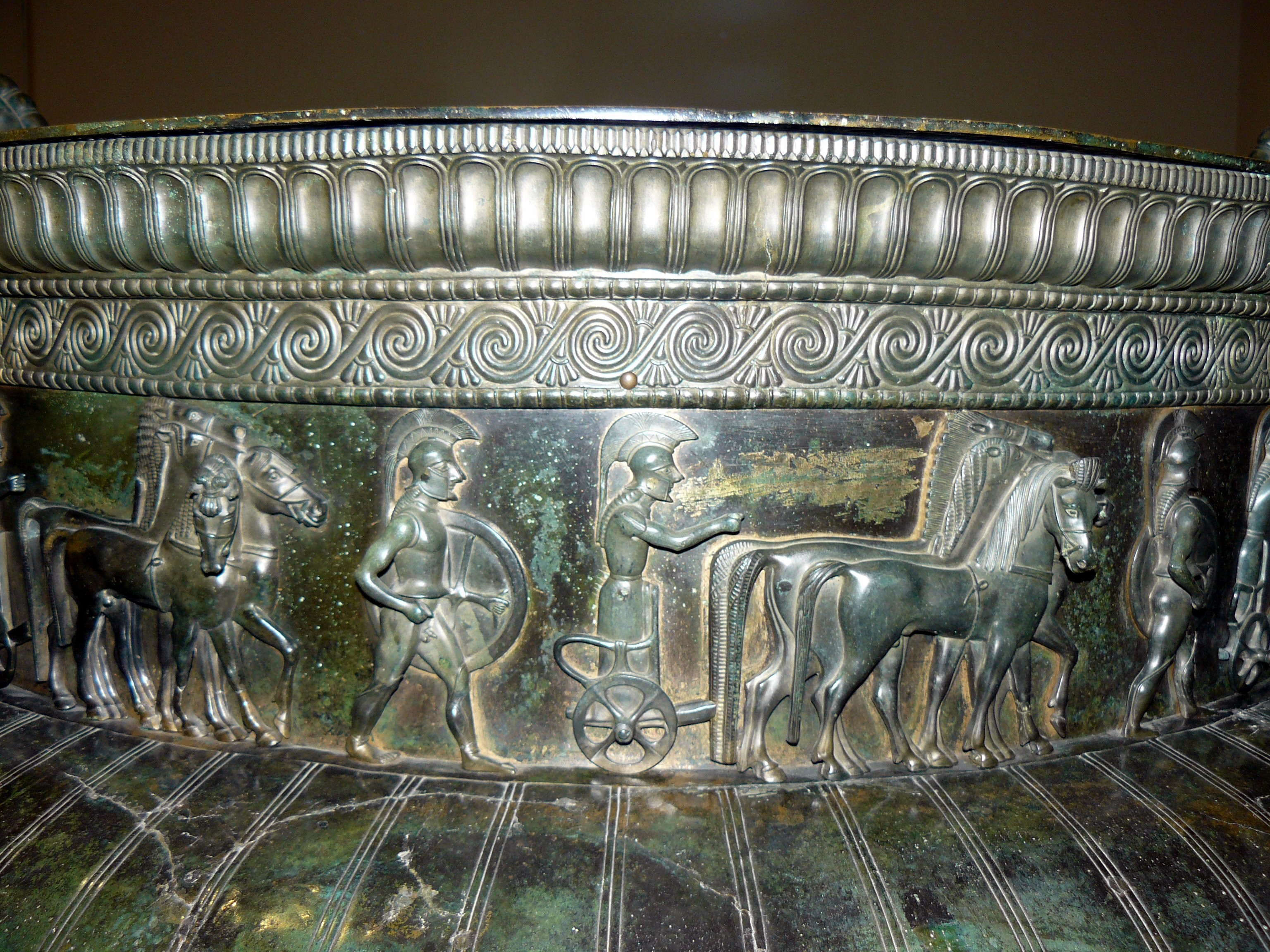
Dettaglio del fregio con la teoria di quadrighe e opliti

Si tratta di un oggetto eccezionale già per le sue dimensioni (1,64 m di altezza, 1,27 m di diametro massimo e 1.100 litri di capacità). Al momento della scoperta, a causa del cedimento del tetto della camera funeraria, venne rinvenuto schiacciato, con le anse al livello del piede, ed è stata necessaria un'attenta opera di restauro per restituirlo allo stato originale.
È costituito da diversi pezzi, poi assemblati insieme, in parte fusi (il piede, le anse, il fregio che decora il collo, la statuetta del coperchio) e in parte in lamina di bronzo martellata (il corpo del vaso, il coperchio). I pezzi realizzati in lamina martellata presentano un bronzo di diversa composizione, con rame particolarmente privo di impurità, in modo da ottenere un materiale più resistente per la lavorazione a cui doveva essere sottoposto.
Il corpo del vaso, realizzato in un solo pezzo (60 kg), è costituito da una lamina di bronzo martellata, spessa tra 1 e 3 mm, e realizzata con grande perizia tecnica. Presenta il fondo arrotondato e poggia su un piede sagomato per accoglierlo, realizzato a fusione (20,2 kg, diametro alla base di 74 cm) e ornato da modanature decorate.
Le anse, realizzate anch'esse a fusione (46 kg di peso ciascuna, altezza 55 cm), sono a volute, decorate da gorgoni e leoni rampanti.
Il collo è serrato da una fascia di bronzo, sempre realizzata a fusione, che sostiene inoltre le anse, sulla quale sono rappresentati a bassorilievo otto quadrighe, condotte da aurighi con elmo e seguiti da opliti a piedi recanti grandi scudi rotondi. Per rispettare l'isocefalia (la stessa altezza per le teste di tutte le figure), gli aurighi, montati sui carri, sono di dimensioni più piccole degli opliti.
Il coperchio, in lamina di bronzo martellata (13,8 kg), è concavo e perforato da numerosi fori, servendo anche da colino e filtro per il liquido versato nel vaso. Al centro un ombelico sporgente sorregge una statuetta realizzata a fusione (altezza 19 cm), con una figura femminile in peplo con la testa velata che protende il braccio in avanti, forse come offerta di un oggetto oggi perduto. La figurina sembra presentare caratteri stilistici più arcaici rispetto alle altre decorazioni del cratere.

## Contesto

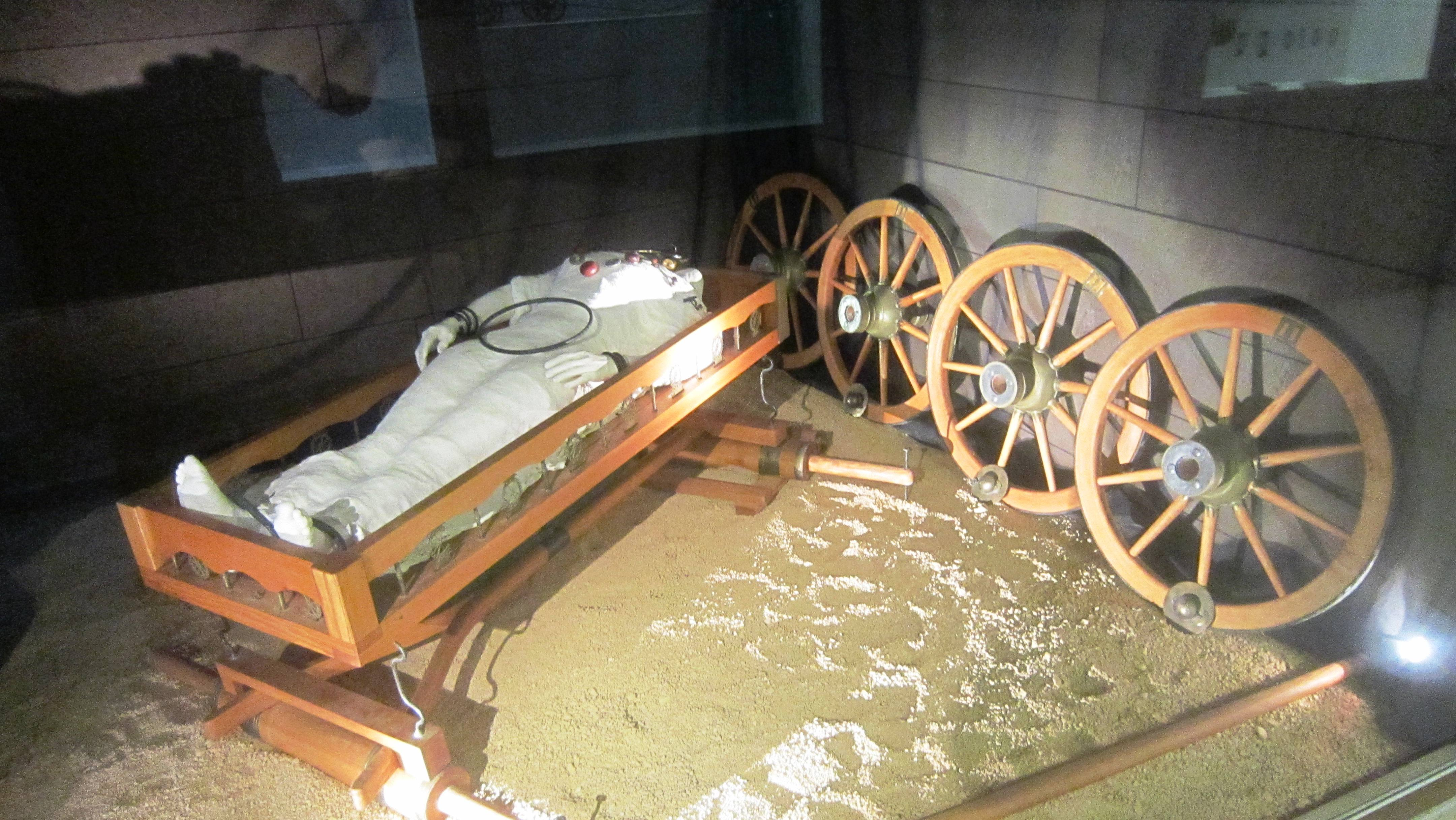
Ricostruzione del contesto originario della sepoltura principesca di Vix

La sepoltura fu scoperta da René Joffroy in un campo, nel quale alcune pietre sparse, unici resti dell'originario tumulo, ormai distrutto, avevano attirato l'attenzione degli archeologi; la camera sotterranea, riempita di terra era invece rimasta inviolata.
La defunta, morta a circa 35 anni, era stata deposta distesa sul cassone di un piccolo carro da parata con un ricco corredo, il cui oggetto più recente è di poco posteriore al 525 a.C. Il pezzo più importante del corredo era tuttavia l'imponente cratere in bronzo, del tipo "a volute", il più grande a noi giunto dall'antichità, realizzato probabilmente in un'officina magnogreca (forse di Sibari).
La tomba apparteneva all'oppidum del Mont Lassois, che fu in seguito abbandonato a favore della città gallo-romana di Vertillum, situata a poca distanza. Nel VI e V secolo a.C. fu un centro della cultura di Hallstatt, dominato da un ceto principesco in cui sembrano aver avuto particolare importanza le figure femminili.
Il cratere e gli altri oggetti rinvenuti nella tomba di Vix, insieme agli altri ritrovamenti del sito e agli oggetti provenienti dalla città gallo-romana di Vertillum, sono oggi custoditi nel Musée du Châtillonnais a Châtillon-sur-Seine.

## Galleria d'immagini

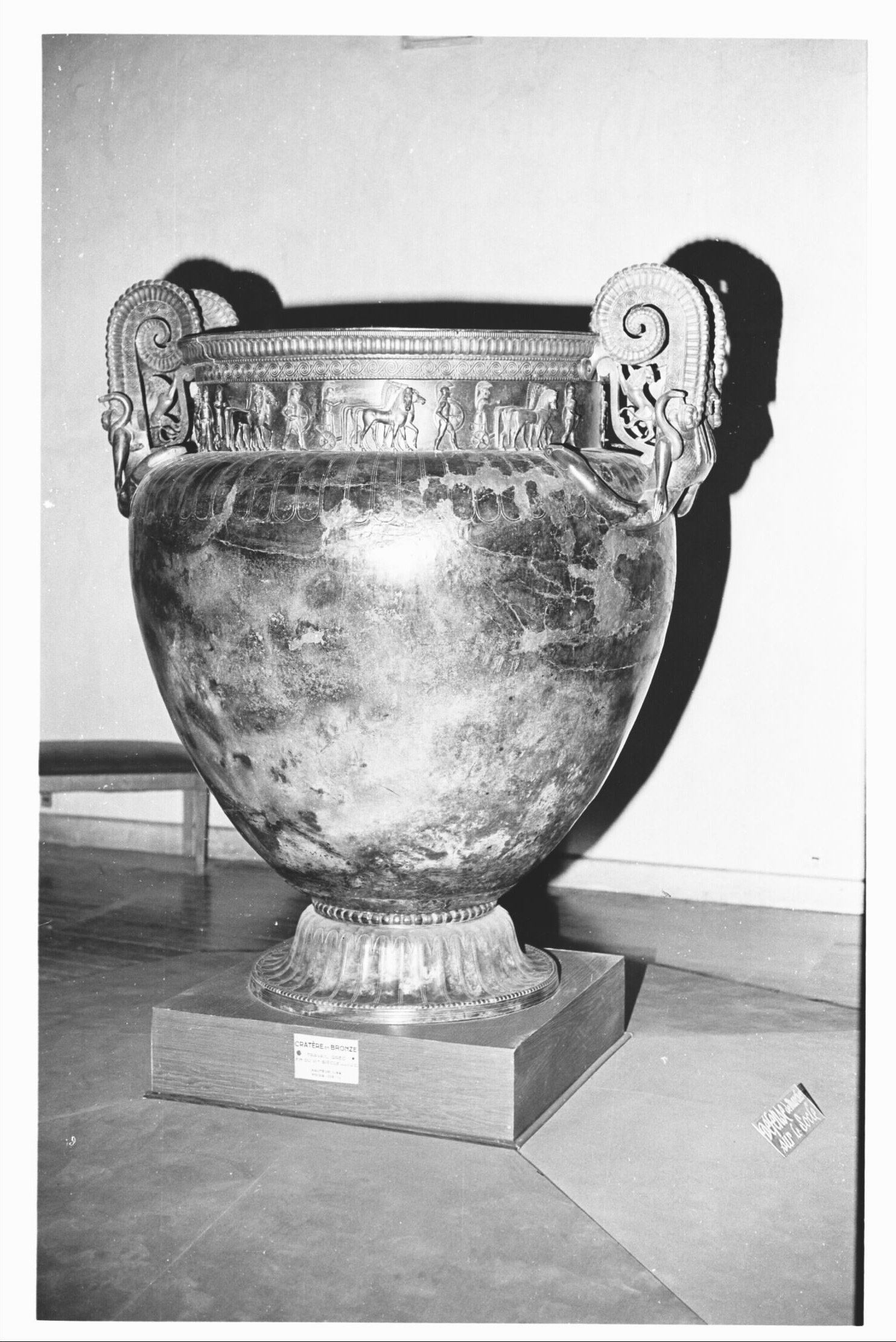
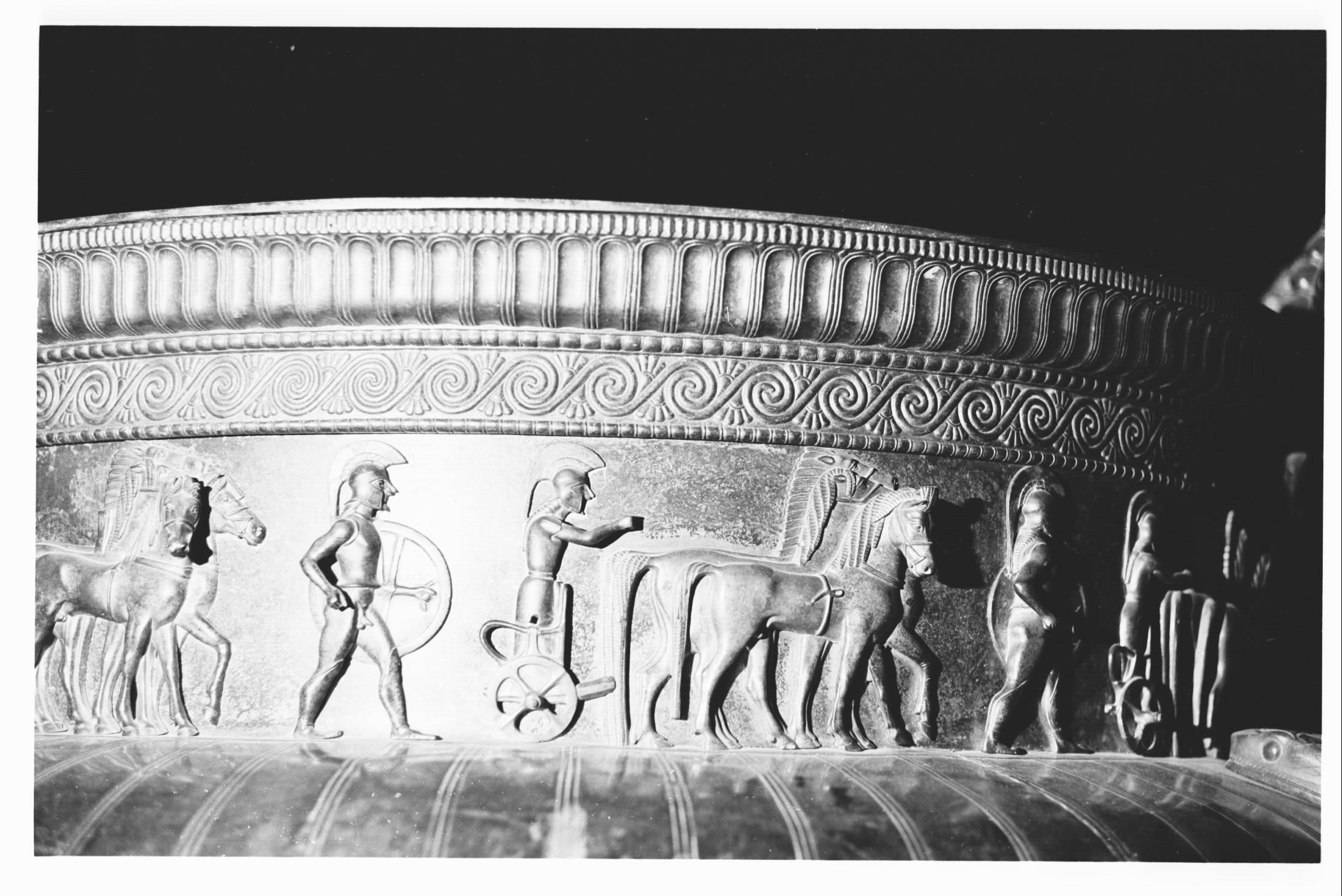
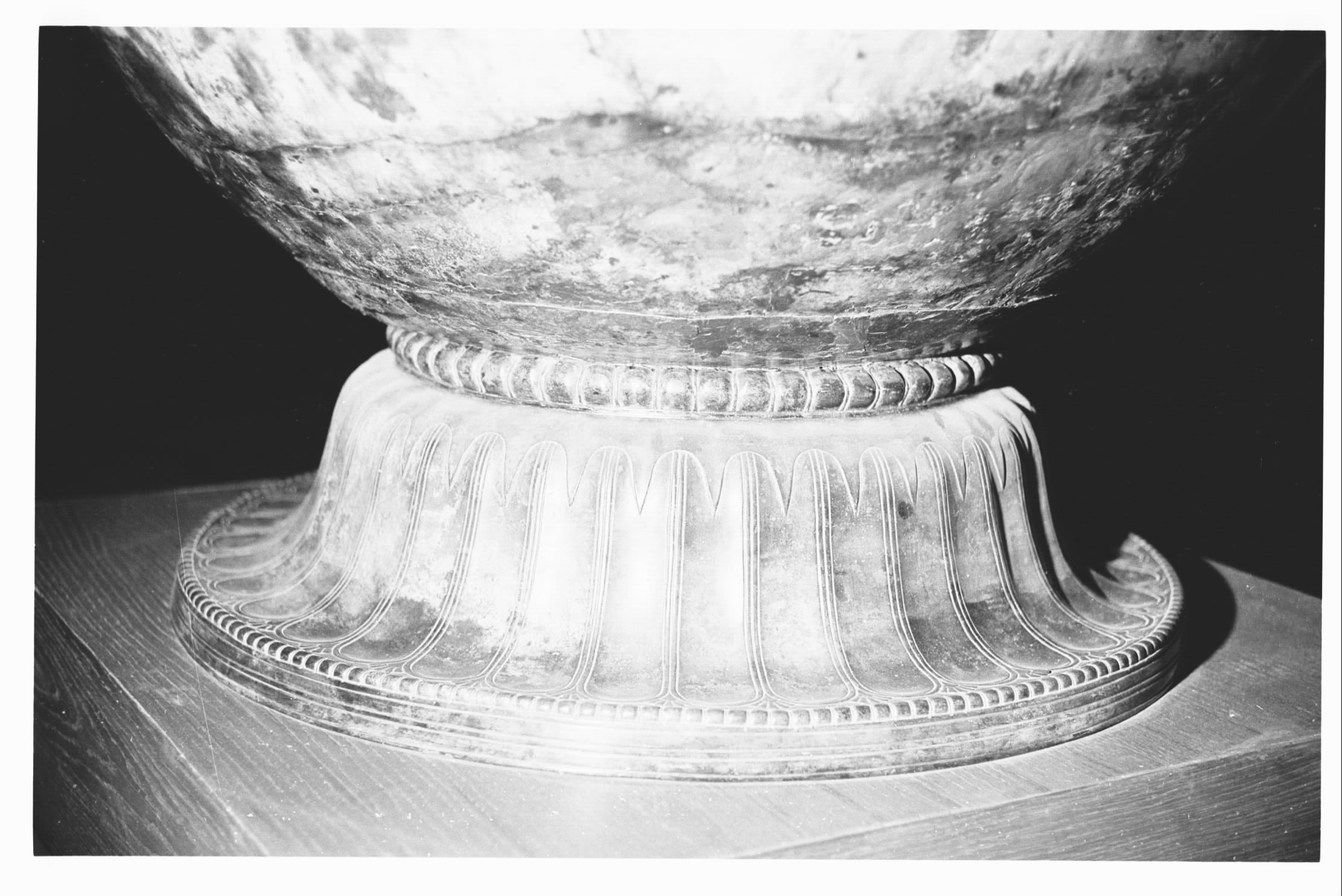
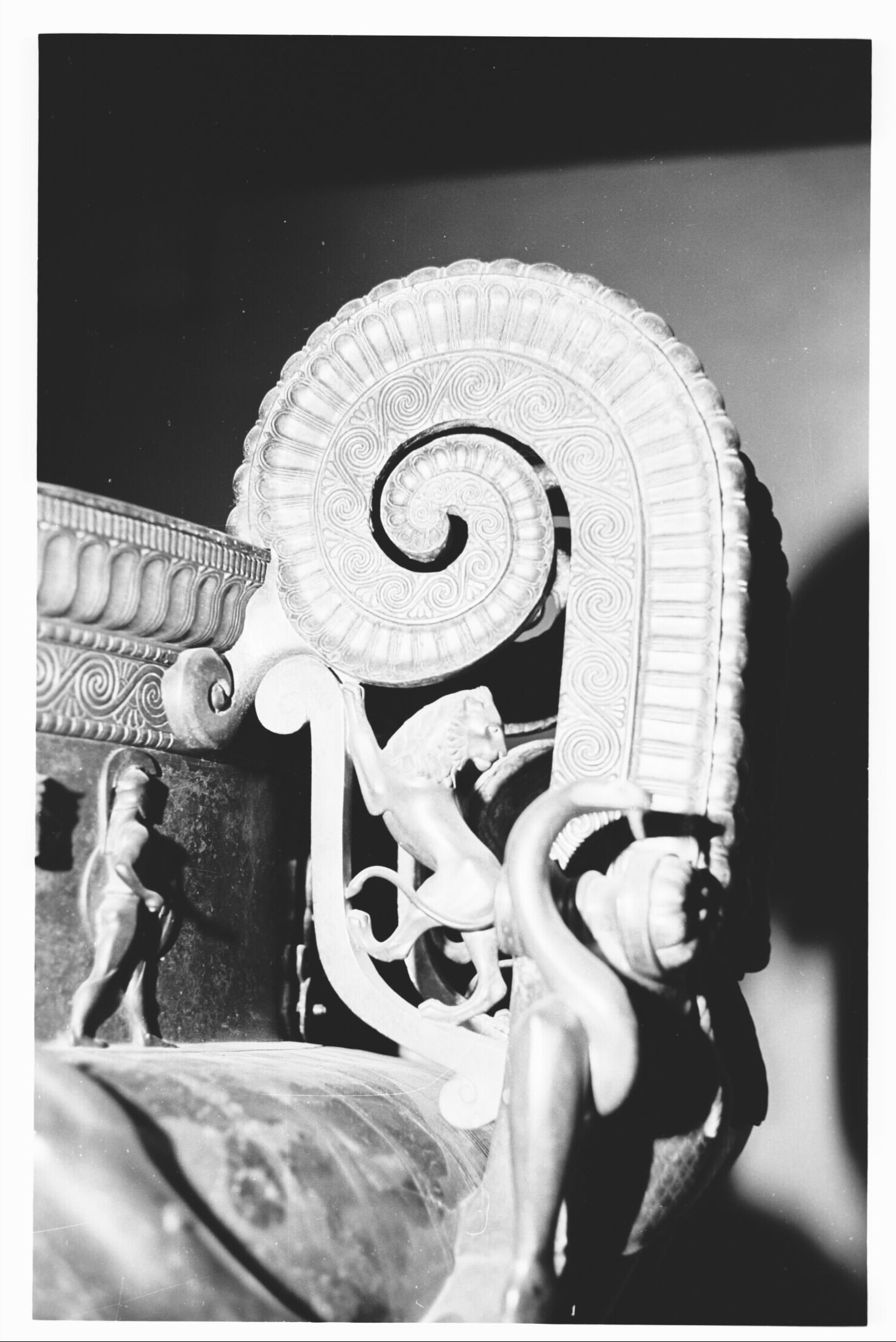
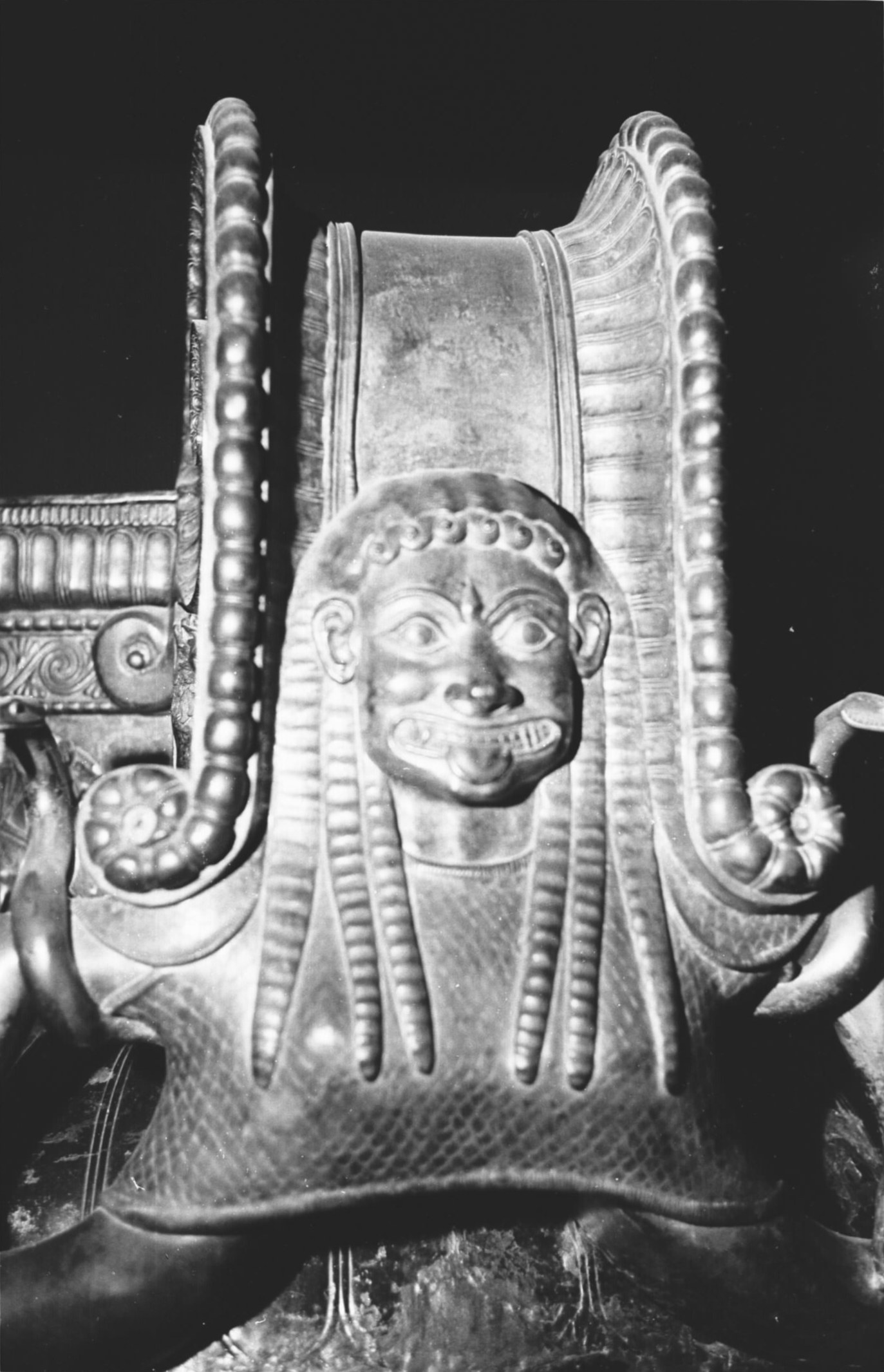
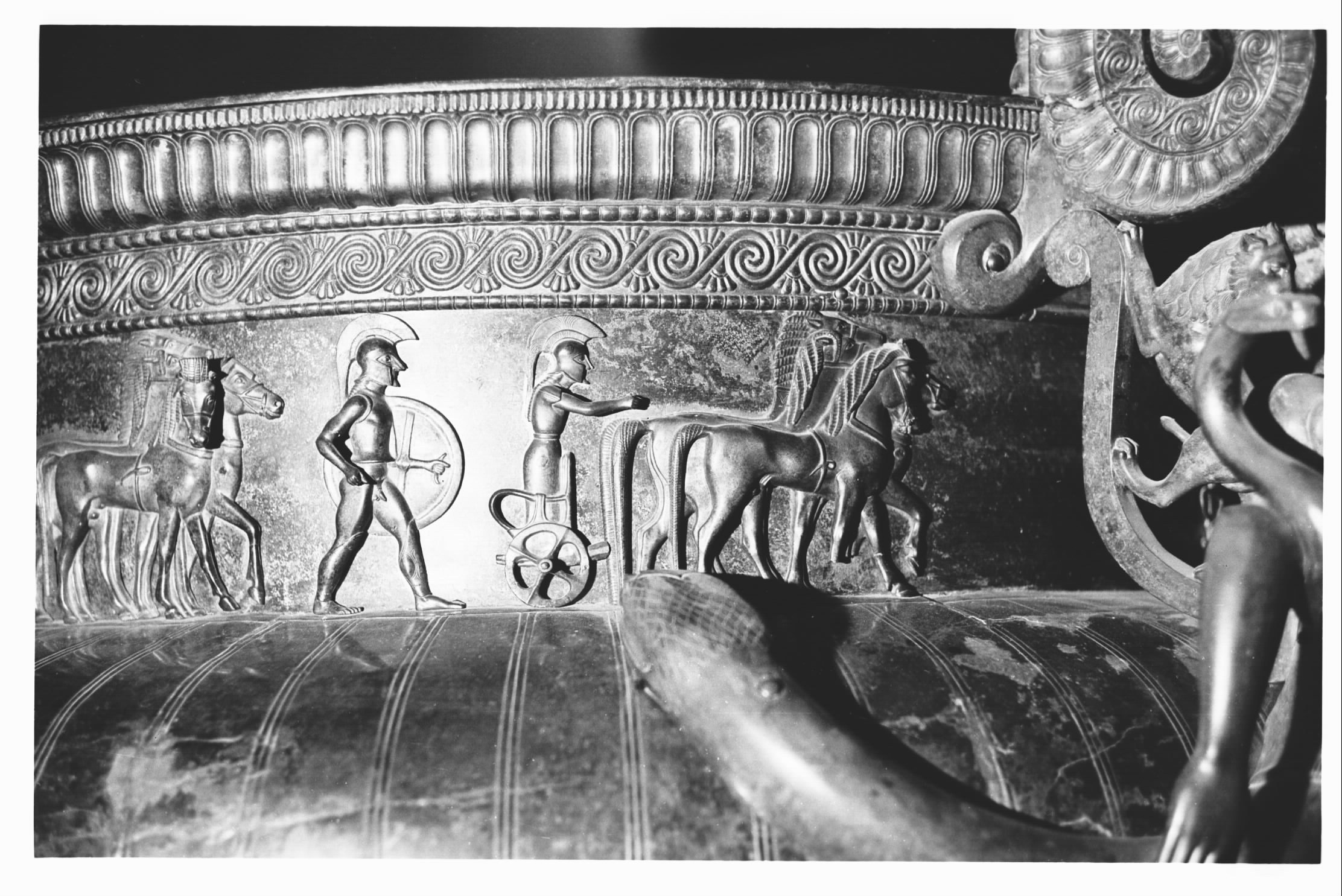
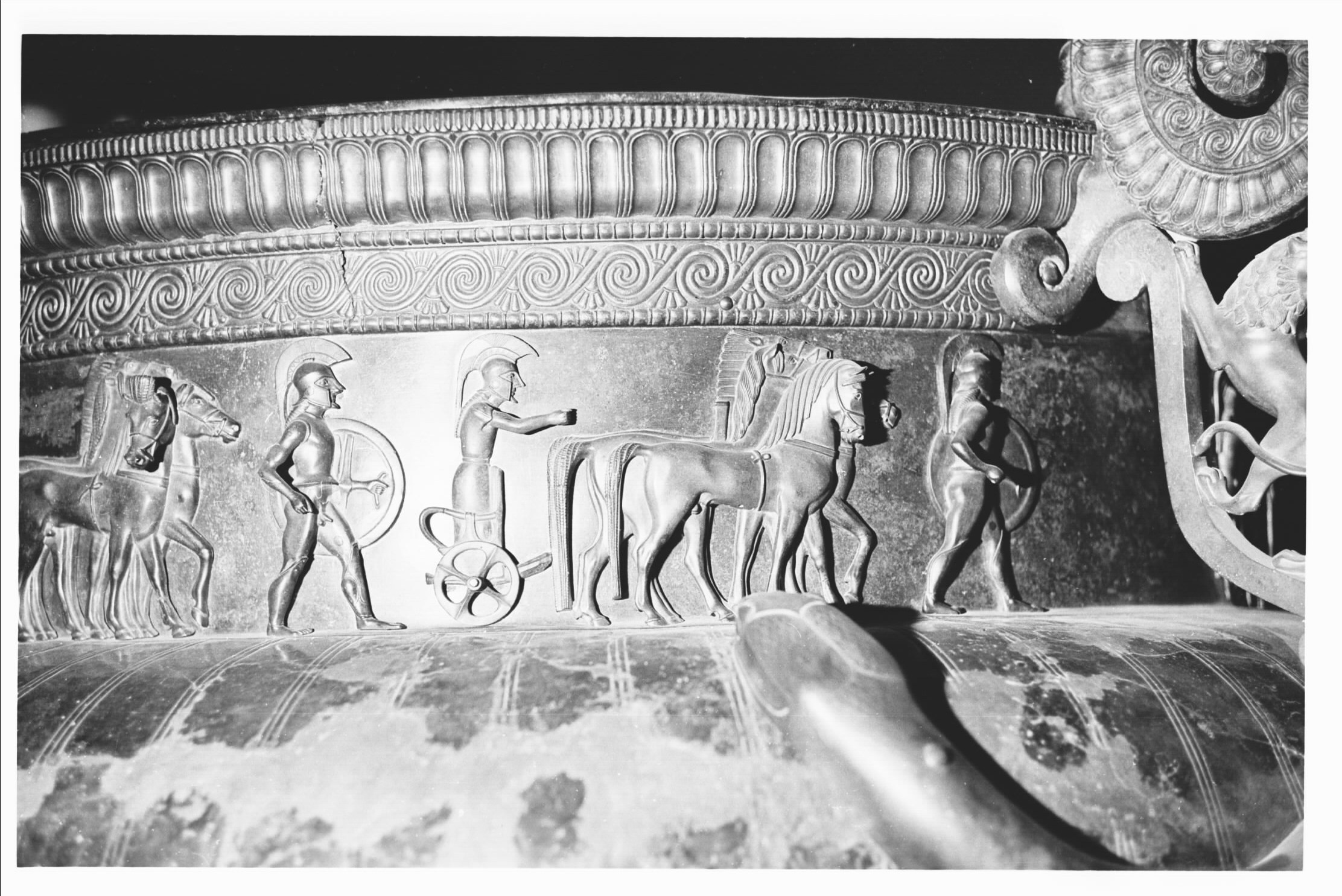
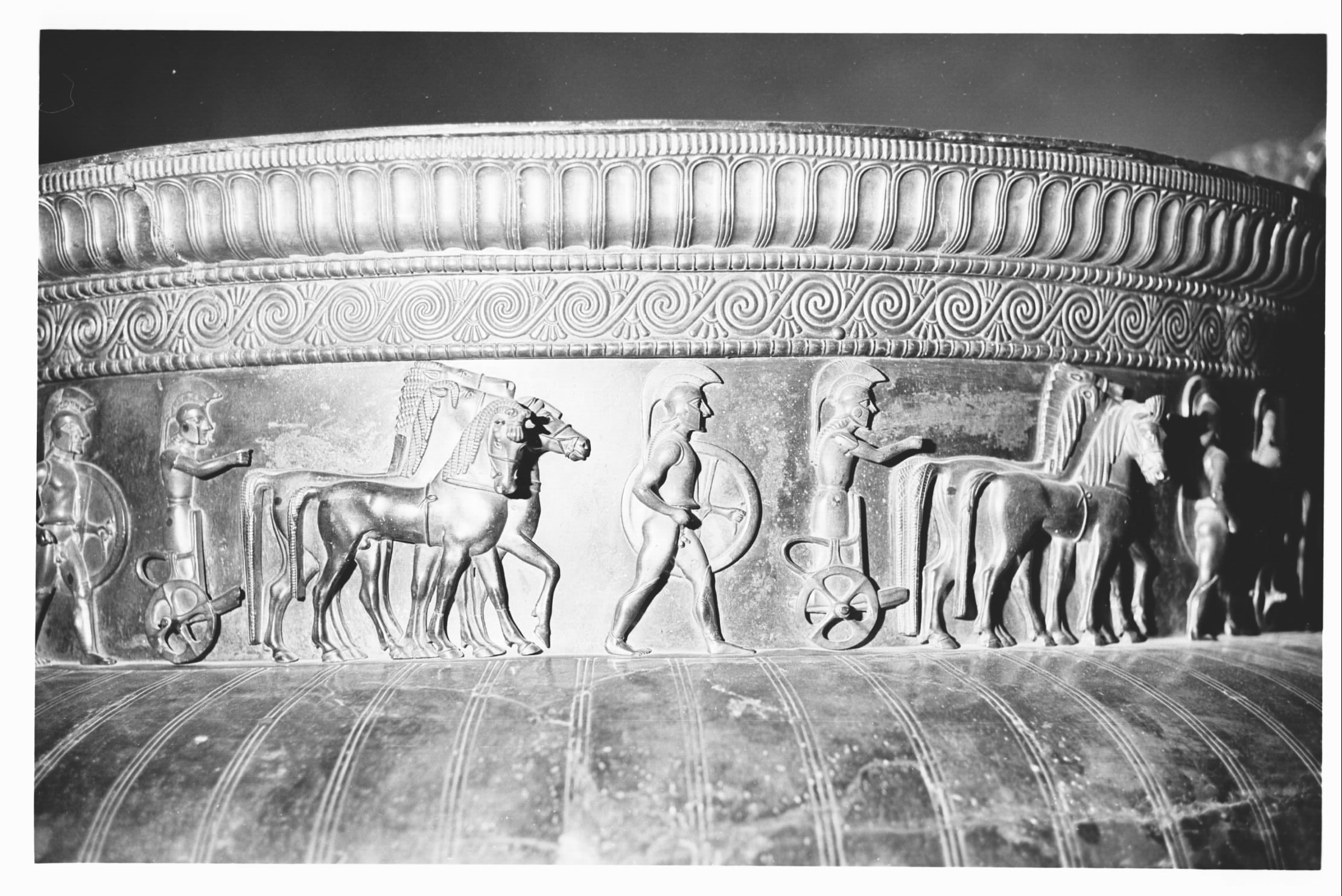
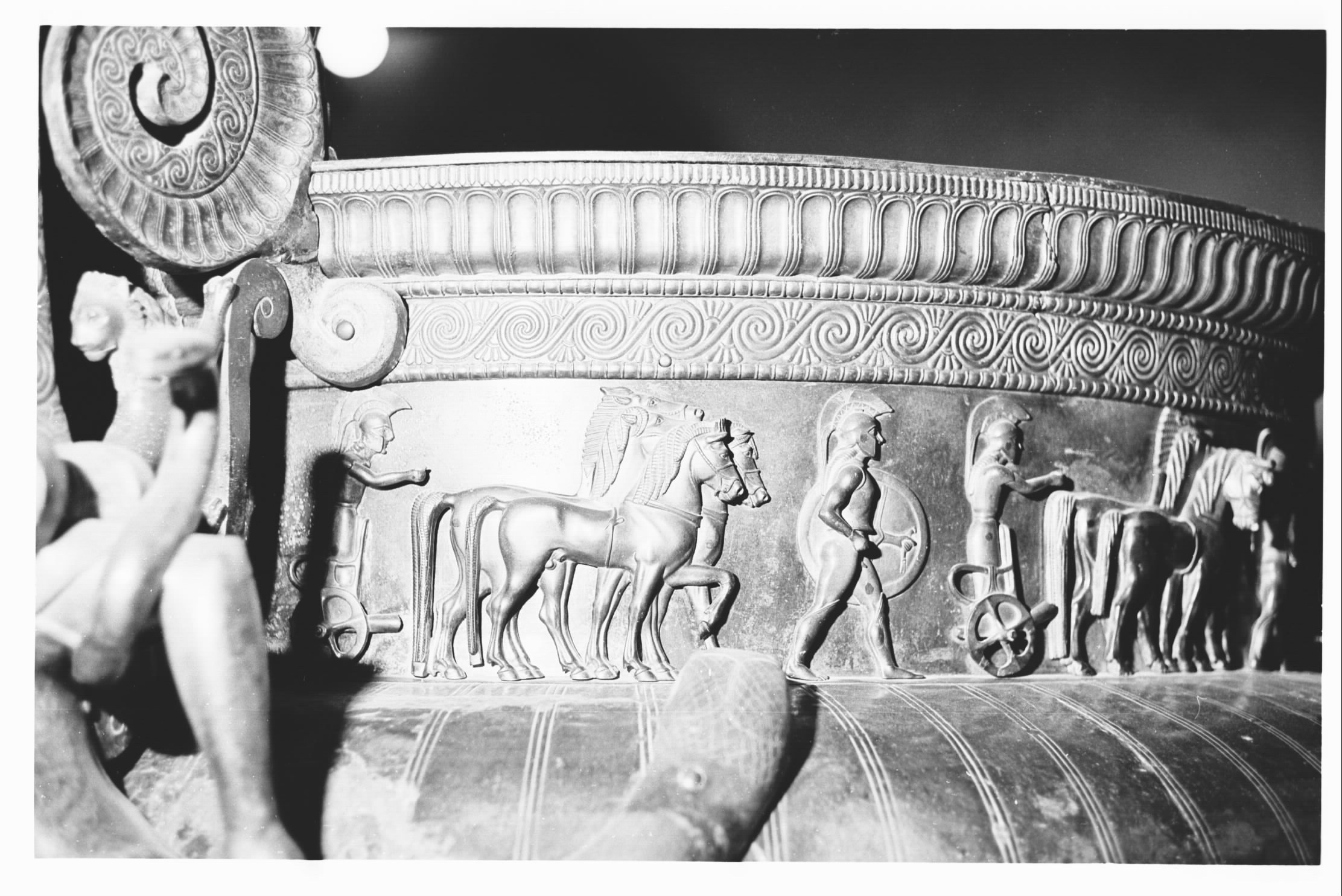